# Julius Stettenheim

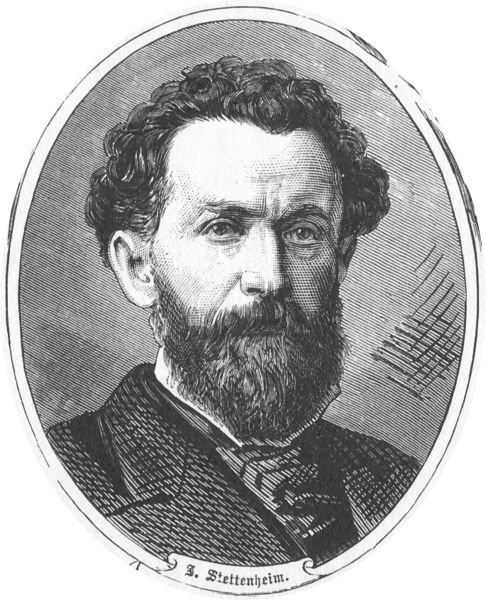
Julius Stettenheim, vor 1880

Julius Stettenheim (* 2. November 1831 in Hamburg; † 30. Oktober 1916 in Lichterfelde) war ein deutscher Schriftsteller.

## Leben
Sein Vater war Kunsthändler. Stettenheim machte eine kaufmännische Lehre und studierte nach dem Tod des Vaters 1857–60 an der Friedrich-Wilhelms-Universität zu Berlin Literatur, Philosophie und Geschichte. Schon als Student schrieb er Humoresken, Possen und Singspiele. Er kehrte 1860 nach Hamburg zurück und gründete 1862 das humoristisch-satirische Blatt Hamburger Wespen. Es hieß ab 1868 Berliner Wespen und ab 1891 Deutsche Wespen.
1867 zog er nach Berlin. Er war Mitarbeiter beim Kladderadatsch und bei anderen Zeitungen und Zeitschriften, seit 1893 Redakteur des „Wippchen“, einer Beilage zum „Kleinen Journal“. Er war Mitbegründer der Freien Bühne, was ihn nicht hinderte, den Naturalismus in Satiren und Parodien (Fuhrmann Henschel) zu verspotten. Mit seinem Wortwitz verfasste er auch Aphorismen (Nase- und andere Weisheiten, 1904). Berühmt ist sein Redakteur Wippchen, der aus dem idyllischen Bernau bei Berlin fiktive Kriegsberichte von den realen Kriegsereignissen der Zeit liefert. Stettenheim entdeckte die dichterischen Qualitäten des Zollbeamten Karl Anton Theodor Rethwisch. Er veröffentlichte dessen „deutsch-dänische“ Gedichte in den Hamburger Wespen. Seine 1865 zusammengestellte Sammelausgabe erschien 1914 als Neudruck. Sein Grab befindet sich auf dem Urnenfriedhof Gerichtstraße.
Ein Enkel Stettenheims war Curt Valentin, der ab 1937 in New York eine Kunstgalerie führte.

## Werke (in Auswahl)

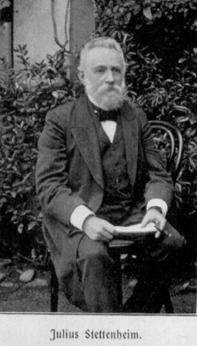
Porträt Julius Stettenheims, zeitgenössisches Zeitschriftenbild

- Der Untergang der Welt oder: Berliner am dreizehnten Juni 1857. Posse mit Gesang in einem Akt. Kolbe, Berlin 1857. (Digitalisat)
- Die letzte Fahrt. Liederspiel in 1 Akt. Heinrich, Berlin 1859. (Digitalisat)
- Ein gefälliger Mensch. Posse mit Gesang in einem Akt. Heinrich, Berlin 1859. (Digitalisat)
- Ungebetene Gäste. Posse mit Gesang in 1 Akt. Guthschmidt, Berlin 1860 (Digitalisat)
- Der Judenfresser. Ein „Wohl bekomm’s“. Hamburg 1862. (Digitalisat)
- Das große Loos, oder: Was man sich von Seeger erzählt. Posse mit Gesang in zwei Abtheilungen.Kolbe, Berlin 1862. (Digitalisat)
- Der schöne Don Carlos. Opera buffa, mit theilweiser Benutzung eines vorhandenen Stoffes und vorhandener Melodien, in zwei Abtheilungen. Hoffmann, Berlin 1868.
- Die Berliner Wespen im Aquarium. Berlin 1869.
- Lohengrin. Humoreske in 3 Gesängen (nach Richard Wagner’s Oper). Hofmann, Berlin 1859.
- Wippchens sämmtliche Berichte, 16 Bände. 1878–1903.
- Schultze und Müller auf der Weltausstellung in Paris 1878. Humoristische Reisebilder. Hofmann, Berlin 1878.
- Schultze und Müller auf der Berliner Gewerbe-Ausstellung. Humoristische Skizzen. Hofmann, Berlin 1879.
- Muckenich’s Reden und Thaten. Berlin, Leipzig 1885. Digitalisat im Projekt Gutenberg
- Unter vier Augen. Besuche des eigenen Interviewers. Friedrich, Berlin 1885. (Digitalisat) Kommentierte Neuausgabe 2016, ISBN 978-3-7411-1000-9
- Bulgarische Krone gefällig? Allen denen, welche Ja sagen wollen, als Warnung gewidmet von Julius Stettenheim. Inhalt: Der Trompeter von Säkkingen oder Die Lösung der bulgarischen Frage. - Muckenich und Bulgarien. – Zur Lösung der brennenden Frage. Bulgarisches Allerlei. Freund, Leipzig 1888.
- Ein Kistchen Monopol-Cigarren. S. Fischer, Berlin 1889.
- Wippchens charmante Scharmützel. In Erinnerung gebracht von Siegfried Lenz u. Egon Schramm. Hoffmann und Campe, Hamburg 1983.
- Brodlose Künste. Fischer, Berlin 1890.
- Welche Frau ist die Beste? Conitzer, Berlin 1890.
- Humor und Komik. Steinitz, Berlin 1891.
- Wippchen in Chicago. Fischer, Berlin 1893.
- Sauer macht lustig! Ein Körbchen aus der Weinfabrik. Fischer, Berlin 1894.
- Ein lustig Buch. Steinitz, Berlin 1894.
- Humoresken und Satiren. Freund & Jeckel, Berlin 1896.
- Heitere Erinnerungen. S. Fischer, Berlin 1896. Neuausgabe 2012, ISBN 978-3-8472-6743-0
- Heiteres Allerlei. Humoristisch-satirische Feuilletons. Freund & Jeckel, Berlin 1898. Kommentierte Neuausgabe 2016, ISBN 978-1-5334-7619-7
- Das Lied von der versunkenen Glocke und andere Parodien. Simson, Charlottenburg 1898.
- Der moderne Knigge. Leitfaden durch das Jahr und durch die Gesellschaft.  Hofmann, Berlin 1899; Digitalisat. zeno.org
- Lustige Gesellschaft. Komische Vorträge und humoristische Vorlesungen. Paetel, Berlin 1900.
- ‘s Unterbrettl. Buntes Parodie- und Travestie-Theater 1 : Fuhrmann Henschel.Hofmann, Berlin 1901.
- Nase- und andere Weisheiten. Fontane, Berlin 1904.
- Die Ballmutter und andere Typen der Gesellschaft. Amateur-Photographien. Fontane, Berlin 1904.
- Tierisches – Allzumenschliches. Fabeln. Fontane, Berlin 1905.
- Der Hausierer. Seemann, Berlin/Leipzig 1908.
- Humoristische Vorträge für gesellige Kreise. Neufeld & Henius, Berlin 1908.
- Wippchens Tage- und Nachtbuch mit etwas Autobiographischen des Verfassers: Allerlei Erlebtes. Pan-Verlag, Berlin 1911.
- Die Kanonen machten: Bum! Bum! Nur lauter. Stephenson, Leipzig/Wien 1924.